# Sona Ghasarjan

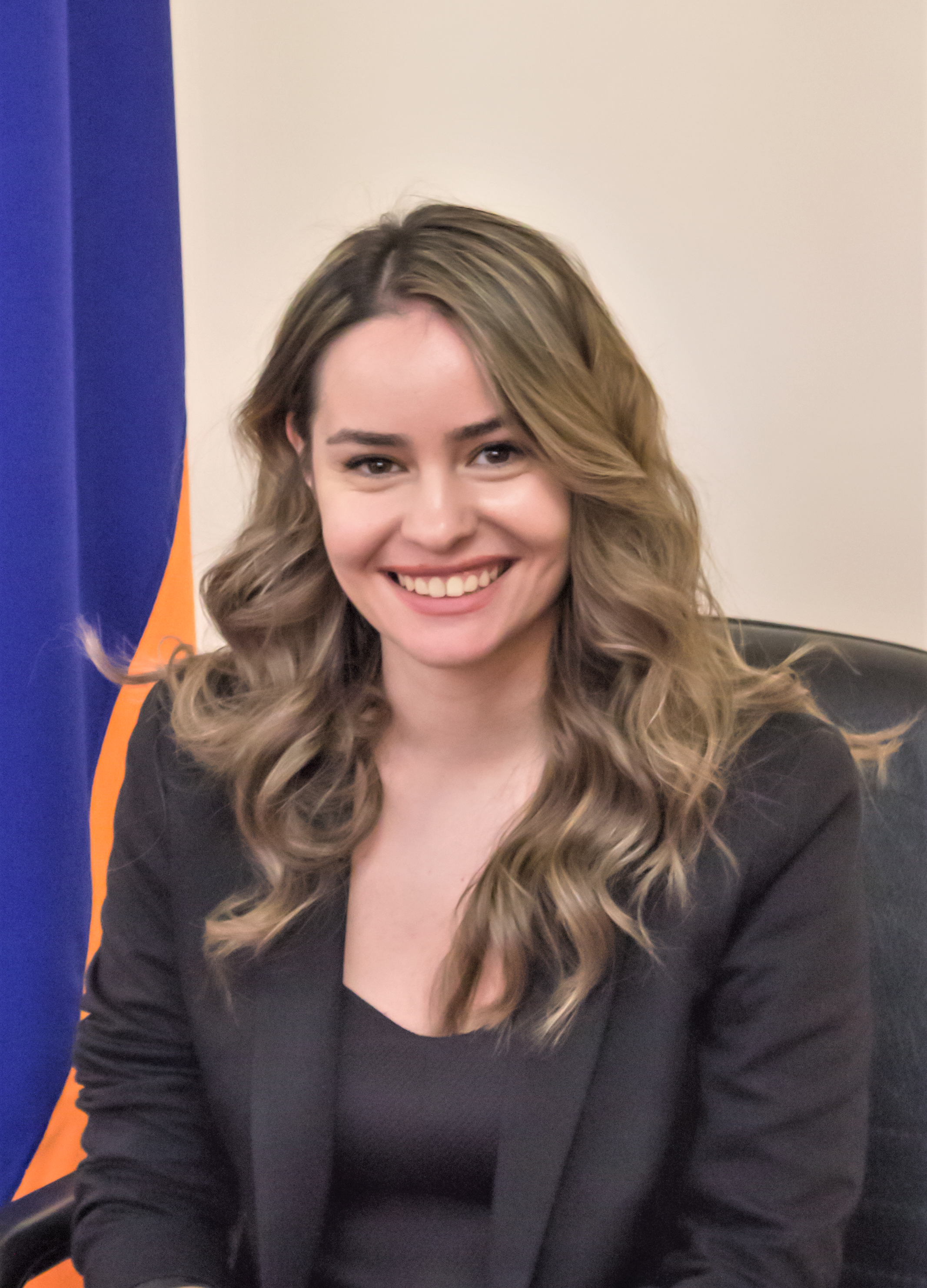
Sona Ghasarjan (2019)

Sona Ghasarjan (armenisch Սոնա Արայի Ղազարյան, englisch Sona Ghazaryan, * 30. März 1993 in Jerewan, Republik Armenien) ist eine armenische Politikerin und Abgeordnete der Partei Zivilvertrag. Sie gehört zu den jüngsten Abgeordneten der Nationalversammlung und ist Mitglied im Ständigen Ausschuss für Europäische Integration.

## Werdegang
Im Jahr 2013 erhielt Ghasarjan ihren ersten Studienabschluss an der Fakultät für Linguistik und interkulturelle Kommunikation der Jerewaner Staatlichen W. Brjussow-Universität für Sprachen und Sozialwissenschaften. 2015 folgte ihr Master-Abschluss der European Studies am College of Europe in Polen.
Zwischen 2015 und 2016 war sie Marketeer in der Abteilung für Unternehmensentwicklung von "Synergy" International Systems. Anschließend war sie bis 2017 Programmleiterin bei der Organisation "BigBeck".
2017 war sie Assistentin eines Experten der Medienmission der Organisation für Sicherheit und Zusammenarbeit in Europa (OSZE). Sie arbeitete dabei für das Büro für demokratische Institutionen und Menschenrechte (ODIHR) und beteiligte sich an der Überwachung der Parlamentswahlen.
Von 2017 bis 2018 war sie Medienexpertin und Monitoringspezialistin für die Nichtregierungsorganisation "Union der informierten Bürger" und anschließend bis 2019 zuständig für die Öffentlichkeitsarbeit der sozialkulturellen Stiftung "UrbanLab".
Im September 2018 wurde sie für Nikol Paschinjans Bündnis der Mein-Schritt-Allianz (IKD) in den Stadtrat von Jerewan gewählt. Kurzzeitig arbeitete sie vor Antritt des Mandats noch im November und Dezember 2018 als Auftragnehmerin der Abteilung für Information und Öffentlichkeitsarbeit des Immobilienkatasters der Republik Armenien.
Bei der Parlamentswahl in Armenien 2018 wurde sie auf der nationalen Wahlliste der IKD als Abgeordnete in die Nationalversammlung gewählt. Im Januar 2019 legte sie daher ihr Mandat als Stadtverordnete nieder. Ab Februar 2019 saß sie im Ständigen Ausschuss für Europäische Integration.
Ghasarjan wurde bei der Parlamentswahl in Armenien 2021 erneut für die Partei Zivilvertrag ins Parlament gewählt. Sie ist seitdem weiterhin Mitglied im Ständigen Ausschuss für Europäische Integration.

## Privates
Ghasarjan ist verheiratet und hat ein Kind.